# Merla de la Hispaniola
La merla de la Hispaniola (Turdus swalesi) és un ocell de la família dels túrdids (Turdidae).

## Hàbitat i distribució
Habita zones amb arbusts, selva pluvial i boscos de pins de les muntanyes de l'illa de la Hispaniola.